# Diplospora dubia
Diplospora dubia är en måreväxtart som först beskrevs av John Lindley, och fick sitt nu gällande namn av Genkei Masamune. Diplospora dubia ingår i släktet Diplospora och familjen måreväxter. Inga underarter finns listade i Catalogue of Life.